# Santovenia de Pisuerga
Santovenia de Pisuerga is een gemeente in de Spaanse provincie Valladolid in de regio Castilië en León met een oppervlakte van 13,82 km². Santovenia de Pisuerga telt 4.241 inwoners (1 januari 2016).